# Хасеґава Дзюніа
Хасеґава Дзюніа (13 грудня 1993) — японський плавець.
Учасник Олімпійських Ігор 2016 року.